# Lage (Musikinstrumente)
Die Lage bezeichnet bei Saiteninstrumenten die Position der Greifhand in Relation zum Griffbrett.

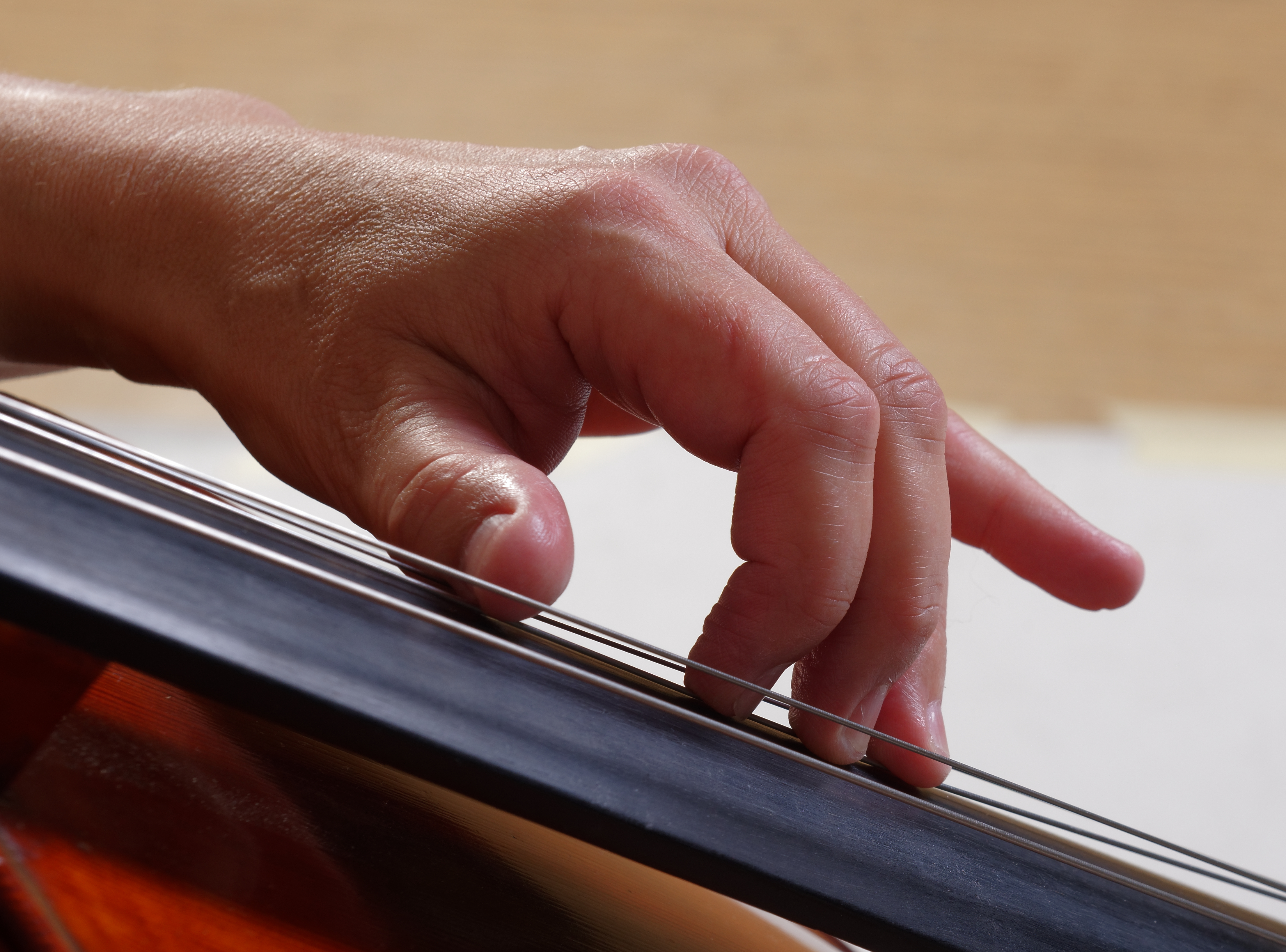
Linke Hand in Daumenlage auf dem Cello.

## Lagen („Bundlagen“) bei Zupfinstrumenten
Auf der Gitarre und verwandten mehrsaitigen Instrumenten mit in chromatischer Anordnung bundierten Griffbrettern und relativ langer Mensur werden Griffbereiche aus jeweils vier benachbarten Bünden als Lage bezeichnet. Im Gegensatz zu den „Fingerlagen“ der bundlosen Streichinstrumente handelt es sich bei diesem Lagenbegriff um „Bundlagen“, die bereits durch die Konstruktion des Griffbretts vorgegeben sind und daher von konkreten Fingerkonstellationen unabhängig sind. In Notationen für Zupfinstrumenten wird die Bundlage, die vom jeweils tiefsten, d. h. dem Sattel nächstliegenden Bundstab ausgehend gezählt wird, zumeist in römischen Ziffern über dem Notensystem angegeben. Somit umfasst beispielsweise die II. Lage den Bereich vom zweiten zum fünften Bund.

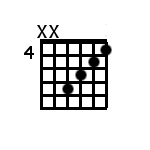
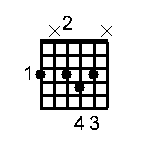

Bei parallel zum Griffbrett stehenden Grundgelenken der vier Finger („horizontale Handstellung“) wird jedem der vier Bünde einer Lage einer der vier Finger zugeordnet (siehe linkes Griffbild: Akkordgriff mit horizontaler Handstellung in den Bünden 4 bis 7, d. h. in der IV. Lage, hier durch die Ziffer „4“ bezeichnet), wodurch zudem Fingersatzangaben in Kombination mit Lagenangaben weitgehend redundant sind und verzichtbar werden. Bei Griffen, die durch eine vertikale Anordnung der Finger eine zu den Bundstäben diagonale Schrägstellung der Hand erfordern, kann die Relation zwischen Handlage und Bundlage hingegen nur kontextabhängig und individuell aus der physiologisch jeweils vorteilhaftesten Position des Armes bestimmt werden, wodurch konkrete Lagenangaben im Notentext daher lediglich als pragmatische Empfehlung zu verstehen sind (siehe rechtes Griffbild: Akkordgriff mit diagonaler Handstellung, physiologisch am günstigsten im Griffbereich der I. Lage ausführbar. Die Ziffern 1 bis 4 bezeichnen hier die vier Finger der Greifhand).
Durch die Fähigkeit insbesondere des Zeige- oder Kleinfingers, durch Abspreizen den Abstand zu den jeweiligen Nachbarfingern um jeweils mindestens einen Bund abwärts oder aufwärts zu vergrößern, lässt sich der normale Lagenumfang von vier Bünden auf fünf oder mehr Bünde erweitern. In diesen Fällen beziehen sich konkrete Lagenangaben auf die Position der Hand, die diese in ihrer chromatischen Grundstellung einnehmen würde; die durch Fingerspreizung bedingte Erweiterung des Griffbereichs bleibt also unberücksichtigt.

## Lagen bei Streichinstrumenten
Anders als bei den Zupfinstrumenten werden die Lagen bei Streichinstrumenten nicht chromatisch, sondern diatonisch gezählt. Hierbei folgt die Zählung traditionell dem vierten Finger in der Grundstellung auf der höchsten Saite. Beispielsweise greift in der ersten Lage auf der Violine der vierte Finger ein h (als Quint über der leeren e-Saite). Die zweite Lage liegt einen Halbton höher als die erste (der vierte Finger greift ein c), die dritte Lage dann aber einen Ganzton höher (vierter Finger auf d). Die Lagen sind also nach dieser Zählung nicht gleich weit voneinander entfernt. Es gibt in dieser Terminologie auch eine „halbe Lage“, bei der die Hand einen Halbton tiefer steht als bei der ersten Lage (vierter Finger in Grundstellung auf b). Da wie erwähnt die Stellung der Finger innerhalb der Lage flexibel ist, können durch Streckung des ersten und vierten Fingers auch Töne außerhalb der Grundstellung erreicht werden.
Die gleiche Zählung wird beim Violoncello verwendet, doch wegen der größeren Abstände sind nur zwei Fingerstellungen üblich: Eine Grundstellung mit Halbtonschritten zwischen allen Fingern und eine gestreckte Stellung mit Ganztonschritt nur zwischen 1. und 2. Finger. Entsprechend kann innerhalb einer Lage entweder der erste Finger nach unten oder alle anderen Finger nach oben verschoben werden.
Die Mensur der Kontrabasses ist in klassischer Spieltechnik zu groß für unterschiedliche Fingerstellungen innerhalb einer Lage; daher behalten die Finger immer die gleiche Position, greifen also nicht höher oder tiefer. Da auch hier in der Nachfolge Franz Simandls die Lagen diatonisch nach der Position des vierten Fingers bezeichnet werden, muss die Hand in bestimmten Tonarten auch Zwischenlagen einnehmen, die entsprechend als „zweieinhalbte, dreieinhalbte“ Lage und so weiter bezeichnet werden.
Da diese Komplexität für nicht-diatonische Musik übertrieben wirkt, beginnt sich parallel eine andere Zählung zu etablieren, die dem entspricht, was oben für Zupfinstrumente beschrieben wurde.
Eine Angabe der Lagen ist bei Streichinstrumenten unüblich, außer natürlich in Unterrichtsmaterial. Lagen werden implizit durch den Fingersatz (mit arabischen Ziffern) angegeben. Römische Zahlen hingegen bezeichnen meist die Saite (Zählung von oben nach unten).

### Geschichte
In ihrer Frühzeit wurde die Violine gegen die Brust, die Schulter oder das Schlüsselbein gehalten, ohne dass das Kinn eingesetzt wurde; diese Spielweisen sind bis heute in vielen Volksmusiken gebräuchlich. Da dabei die linke Hand in erster Linie notwendig war, um das Instrument zu halten, war ihre Beweglichkeit eingeschränkt, freies Lagenspiel erschwert. Lagenwechsel nach unten konnten nur durch „Kriechen“ mittels Daumen, Zeigefinger und Handgelenk ausgeführt werden. Ab der Mitte des 18. Jahrhunderts wurde es deshalb üblich, das Instrument zwischen Kinn und Schlüsselbein mehr oder weniger fest zu halten, wobei das Kinn links oder rechts vom Saitenhalter auf der Decke aufgelegt wurde.
Die Violinliteratur seit dem Spätbarock sieht das Spiel bis etwa zur 12. Lage vor, in Einzelfällen auch darüber hinaus. Die Schilderung eines Zeitgenossen, dass Antonio Vivaldi beim Lagenspiel mit dem kleinen Finger „nur einen strohhalm breit an den steg“ kam, „daß der bogen keinen platz hatte“, ist aber sicher übertrieben.
1820 führte Louis Spohr einen Kinnhalter ein, der über dem Saitenhalter montiert wurde und die Fixierung des Instruments beim Lagenwechsel weiter verbesserte; heute wird er meist links vom Saitenhalter angebracht.

## Lagenspiel und Lagenwechsel
Damit Musizierende den gesamten Tonraum, dessen unterschiedliche Register und deren Klangfarben bei Saiteninstrumenten musikalisch uneingeschränkt nutzen können, hat die Instrumentalpädagogik schon frühzeitig ihr besonderes Augenmerk darauf gerichtet, den Lernenden die technischen Grundlagen des Lagenspiels (vertikales Spiel in einzelnen Lagen) und des Lagenwechsels (horizontales Spiel mit Verbindung verschiedener Lagen) zu vermitteln.
Lagenspiel- und Lagenwechselstudien sind seit jeher ein fester Bestandteil der Streicherausbildung und haben beispielsweise durch Studienwerke wie die Lagenwechsel- und vorbereitenden Skalenübungen Op. 8 (1895) von Otakar Ševčík einen hohen Grad an Systematisierung erfahren.
Für die Laute finden sich bereits im frühen 16. Jahrhundert primär didaktisch motivierte Kompositionen zur Förderung der Griffbrettkenntnis durch ein vertikal orientiertes Lagenspiel, wie bei den als Priamell bezeichneten fünf Vorspielen von Hans Judenkönig (Ain schone künstliche Underweisung [...] auff der Lautten und Geygen. Wien 1526), deren Tonumfang sich konsequent auf den Griffraum jeweils einer Lage beschränkt, und die nach diesem Prinzip in Form zumeist zwei- bis dreistimmiger kontrapunktischer Sätze von der I. Lage (Das erst Priamell) bis zur V. Lage (Das fünfft Priamell) fortschreiten. 
Die sukzessiven Erarbeitung sogenannter „Hauptlagen“ (I., II., IV., V., VII. und IX. Lage) war insbesondere seit dem 19. Jahrhundert ein zentraler Inhalt der Lehrwerke für Gitarre von Vertretern der „italienischen Schule“ – von Ferdinando Carullis Gitarrenschule Op. 241 (um 1825) bis hin zu Heinrich Albert, der das Prinzip des Lagenspiels auch auf die zumeist nur mit einer gut ausgebildeten Barrétechnik zu bewältigenden „Nebenlagen“ ausweitete.
Der primär horizontal ausgerichtete Lagenwechsel nach dem Vorbild der Streichinstrumente spielte in den überwiegend auf Lagenspiel ausgerichteten Lehrwerken für Gitarre lange eine untergeordnete Rolle, da er im Prinzip nur als Mittel zum Zweck der Verbindung zuvor isoliert erarbeiteter „Lagen-Segmente“ betrachtet wurde. Erst in den ersten Jahrzehnten des 20. Jahrhunderts kam es diesbezüglich zu einem Paradigmenwechsel, der zunächst von spanischen Gitarristen getragen wurde, die der auf Francisco Tárrega zurückgehenden Traditionslinie angehörten. Die Integration der horizontalen Komponenten des Lagenwechsels als eigenständige technische Disziplin der Gitarrenmethodik deutete sich zwar bereits in den Lehrwerken von Dionisio Aguado und Fernando Sor an, sie manifestierte sich aber erst in im dritten Band der Escuela Razonada de la Guitarra (Ricordi Americana, Buenos Aires 1954) des Tárrega-Schülers Emilio Pujol als systematisch erschlossenes Konzept, das in seiner konsequenten Ausgestaltung mit der Methodik des Geigers Otakar Ševčík vergleichbar ist.

## Lagen bei der Posaune
Eine entfernt vergleichbare Situation liegt bei der Posaune vor – der Zug kann dort sieben verschiedene Positionen einnehmen, die jeweils einen unterschiedlichen Tonvorrat zur Verfügung stellen. Diese Zugpositionen sind jeweils einen Halbton voneinander entfernt.